# Casa Costa (Vic)
|  | Per a altres significats, vegeu «Casa Costa, Pl. Major, 13 (Vic)». |

La Casa Costa és un habitatge al municipi de Vic (Osona) protegit com a bé cultural d'interès local. L'arquitecte Josep Maria Pericas hi realitzà intervencions puntuals l'any 1927.
Casa formada per una planta baixa i per tres pisos superiors. L'entrada principal se situa pel carrer Sant Josep, per un gran portal amb decoració escultòrica. Pel que fa a la decoració de la façana, la planta baixa està tractada com un basament, amb l'aplicació d'un encoixinat corregut. Als pisos superiors s'obren balcons i finestres de les que destaquen les motllures ricament treballades. D'aquest edifici també destaca la cantonada, de la que sobresurt una torre, rematada amb una cúpula facetada.